# Guilherme Henrique Pinto Coelho
Guilherme Henrique Pinto Coelho (Rio de Janeiro, 1957 — São Paulo, 1982) foi um engenheiro civil brasileiro, que criou um projeto de urbanização das favelas de São Paulo, iniciado na década de 1980.

## Primeiros anos
Filho caçula de uma família de cinco irmãos, nascido no Rio de Janeiro, pai militar (Fabio Márcio, ex-combatente na 2ª Guerra Mundial), mãe culta e inteligente (Zélia), desde pequeno Guilherme já estava habituado a discussões de fundo político e cultural com os mais velhos, apesar da diferença de idade entre ele e seus irmãos. Gostava de jogar xadrez, alpinismo, viajar, exploração de cavernas, sendo sempre bom aluno.

## Carreira
Na adolescência Guilherme Henrique já era figura frequente na USP, em reuniões onde se discutiam os problemas que afetavam a sociedade, principalmente os menos favorecidos. Mais tarde, ingressou no faculdade de engenharia civil.
Recém-formado, notabilizou-se por idealizar e participar ativamente da criação de um projeto de urbanização das favelas de São Paulo, em parte inspirado num modelo cooperativo uruguaio, país que havia visitado anteriormente.
Fazia mestrado no Departamento de Construção Civil da Escola Politécnica da Universidade de São Paulo, quando morreu, vítima de um acidente automobilístico, aos 25 anos de idade, em 1982.
Hoje dá nome a um posto de saúde, a uma escola, a uma rua e uma praça, todos em São Paulo.